# Realsozialismus
Die Begriffe Realsozialismus, realer Sozialismus oder real existierender Sozialismus wurden ausgehend von der Deutschen Demokratischen Republik ab den 1970er Jahren als Fremd- und Selbstbezeichnung verschiedener Gesellschaftssysteme in Europa, Asien und auf Kuba eingeführt und verwendet. Gemeinsam war ihnen die Vorherrschaft einer kommunistischen Partei bzw. sozialistischen Partei und das Selbstverständnis als sozialistische Gesellschaftsordnung zumeist im Einflussbereich der Sowjetunion.
Die Staatsform vieler Staaten des real existierenden Sozialismus war „Volksrepublik“ bzw. „Volksdemokratie“; das politische System war durch eine autokratische Ein-Parteien-Herrschaft gekennzeichnet, das Wirtschaftssystem durch Zentralverwaltungswirtschaft oder deutliche planwirtschaftliche Elemente.

## Begriffsbildung
Der Begriff „real existierender Sozialismus“ wurde von Erich Honecker auf der 9. Tagung des ZK der SED im Mai 1973 zum ersten Mal verwendet und tauchte danach immer wieder in offiziellen Verlautbarungen zur Charakterisierung der gesellschaftlichen Verhältnisse in der DDR auf. Er bringt zum Ausdruck, dass in den entsprechenden Staaten marxistischer Anspruch und empirische Realität auseinanderfallen. Insbesondere von Anhängern linker Strömungen, die einen demokratischen Sozialismus anstrebten, wurden die Staaten unter sowjetischer Hegemonie wegen mangelnder Demokratie oder der bloßen Verstaatlichung statt einer geforderten „Vergesellschaftung“ der Produktionsmittel kritisiert. Sie sollten mit dem Begriff in die Nähe utopischer Sozialisten gerückt werden. Später wurde der Begriff auch außerhalb der realsozialistischen Staatenwelt benutzt, um ebendiese Diskrepanz zu kritisieren. Insbesondere der totalitäre Stalinismus gilt als Synonym für diese Diskrepanz.
Rudolf Bahros Die Alternative. Zur Kritik des real existierenden Sozialismus erkannte das Vorgehen von Lenin und Stalin beim Aufbau des Sozialismus in der Sowjetunion zum Teil als richtig an. Er unterstellte aber den realsozialistischen Staaten in einer Art „Protoform“ des theoretischen Modells steckengeblieben zu sein. Das marxistisch-leninistische Dogma von der ausnahmslosen Vergesellschaftung aller Produktionmittel, auch der vielen handwerklichen und bäuerlichen Kleinbetriebe, verstetigt und pervertiert die „vertikale Arbeitsteilung“, die der Entwicklung sozialistischer Arbeits- und Lebensweisen entgegensteht. Laut Manfred Hildermeier wurde der Begriff bereits Ende der 1960er Jahre verwendet, er sei für die sozialistischen Staaten der gesamten Ära Breschnew angemessen. Statt einer chaotischen Diktatur habe man halbwegs geregelte Machtstrukturen eingerichtet. Parallel lief in den westlichen Staaten der Aufstieg der Politologie als Wissenschaft.
Stefan Wolle zufolge seien mit dem Begriff mehrere spezifische Probleme der DDR verbunden. Zunächst sei diese nicht als Nationalstaat begründet gewesen und mangels historischer Basis besonders auf ideologische Kategorien angewiesen gewesen. Der Hinweis auf die „reale Existenz“ sei nur dort sinnvoll, wo dieselbe bestritten werde oder komplett in Frage gestellt sei. Der Begriff passe in ein parteiamtliches Vokabular, welches mehr an pietistische Innerlichkeit als an politischen Diskurs erinnere. Er verrate eine permanente Verteidigungshaltung gegenüber dem Verlust der Utopie wie den eigenen theoretischen Ansprüchen.
Benedikt Sarnov sieht in dem Begriff Realsozialismus nicht einen Euphemismus, sondern eine Form des Neusprech, über die man sich schon früh lustig gemacht habe.
Der Germanist Carsten Gansel stellte verschiedene spezielle Wechselwirkungen des DDR-Realsozialismus auf Literatur wie das kollektive Gedächtnis fest. Der Begriff wurde demnach vor allem genutzt, Ansätze zu Reformen des „realen“ Sozialismus als konterrevolutionär oder utopisch zu brandmarken, insbesondere in Zusammenhang mit dem Prager Frühling.

## Kennzeichen
Kennzeichen der Gesellschaftssysteme, die als real existierender Sozialismus beschrieben werden, waren eine zentral gesteuerte Staats- und Wirtschaftsordnung: Dazu gehörten zumeist Zentralverwaltungswirtschaft, Einparteienherrschaft sowie Verstaatlichung bzw. Kollektivierung der Produktionsmittel. Sie wurden nach dem Prinzip des „Demokratischen Zentralismus“ regiert und waren somit Diktaturen, in denen einige Spitzenfunktionäre über die Bevölkerung einschließlich des Proletariats und seiner Partei herrschten. Ihr Selbstverständnis als Diktatur des Proletariats hatte somit keine Entsprechung in der Wirklichkeit. Wenn diese Regime Blockparteien aufwiesen, die der herrschenden kommunistischen Partei unterstellt waren, aber zum Anschein eines politischen Pluralismus beitrugen, spricht man von Volksrepubliken.

## Internationales Umfeld
Eine wesentliche Rolle bei der Diskussion um den Realsozialismus spielte das chinesisch-sowjetische Zerwürfnis, welches von Ende der 1950er bis weit in die 1980er Jahre hin andauerte. In der Zeit dieses Schismas der kommunistischen Bewegungen sprachen beide einander das Recht ab, für den Sozialismus zu sprechen. Der Realsozialismus wurde von Trotzkisten und Rätekommunisten auch als „Staatskapitalismus“ kritisiert. Im Umfeld der K-Gruppen wurden die verschiedenen Zuordnungen zu verschiedenen Sonderwegen, neben der Volksrepublik China auch Albanien, Jugoslawien oder Nordkorea teilweise erbittert diskutiert. Nach dem Ende der Kulturrevolution zogen sich im Ausland Angehörige und Vordenker insbesondere maoistischer Gruppierungen wie Charles Bettelheim enttäuscht zurück.

## Sonderrolle Chinas
John Kenneth Galbraith schrieb 1980, er halte den Einfluss des politischen Systems auf die Wirtschaft für begrenzt. Historische relative Unterschiede zwischen einzelnen Staaten (wie etwa in Osteuropa) habe der Sozialismus nie ausräumen können. Das grundsätzliche Scheitern realsozialistischer Systeme in Entwicklungsländern liege insbesondere am Mangel an Planungs- und Verwaltungskapazität in diesen Ländern; China sei wegen seiner jahrtausendelangen Verwaltungshistorie eine Ausnahme.
Ein zentraler interner Unterschied war der Umgang mit der Landwirtschaft. In der Sowjetunion wurde die wirtschaftlich erfolgreiche, aber ideologisch unpassende Neue Ökonomische Politik als „Brest-Litowsk gegenüber den Kulaken“ apostrophiert; Stalin ließ die Bauern ab Ende der 1920er Jahre brutal kollektivieren und verursachte damit Hungersnöte, unter anderem den Holodomor.
Im Gegensatz dazu war in China selbst die Mobilisierung der Bauern wie die wirtschaftlich erfolgreiche Versorgung der Armee auf dem Langen Marsch ein wesentliches und prägendes Element der Revolution in China. Die Volksbefreiungsarmee (PLA) war lange nach dem Bürgerkrieg als wirtschaftlicher Akteur – sowohl hinsichtlich Grundbesitz wie auch mit verschiedenen Firmen innerhalb und jenseits des Rüstungsbereiches – erfolgreich und präsent. Die PLA war seit Beginn gezwungen, die Soldaten mit Nahrungsmitteln aus eigener Regie zu versorgen. Die PLA ist (Stand 2006) für die chinesische Gesellschaft von zentraler Bedeutung, auch wenn Anfang der 1980er Jahre damit begonnen wurde, die zivile Produktion der PLA aus dem Gesamtverband zu lösen.

## Bestehende realsozialistische Gesellschaften
Der Realsozialismus in den Staaten des europäischen Ostblocks ist seit 1989 komplett zusammengebrochen. Demgegenüber bestehen realsozialistische Gesellschaften in Lateinamerika und Asien bis in die Gegenwart weiter oder wurden weiterentwickelt. Bekannt wurde unter anderem der Sozialismus chinesischer Prägung unter dem Motto Deng Xiaopings „Es spielt keine Rolle, ob die Katze schwarz oder weiß ist; solange sie Mäuse fängt, ist sie bereits eine gute Katze“. Dort sah man in der „Entfachung der Produktivkräfte“ kein Problem, solange die politische Vorherrschaft der Kommunistischen Partei Chinas (KPCh) zu sichern war. Mit dem ähnlichen Konzept des Đổi mới in Vietnam wurde dort eine erhebliche Ausweitung der wirtschaftlichen Produktion, insbesondere auch von Cash Crops wie Kaffee erzielt. Für die Lösung realsozialistischer Versorgungsprobleme mit Konsumgütern in der DDR kam dies allerdings zu spät.
Bestehende realsozialistische Staaten sind u. a.:
- Kuba
- Nordkorea
- Volksrepublik China
- Laos
- Vietnam
- Venezuela